# Spitalkirche St. Katharina (Regensburg)

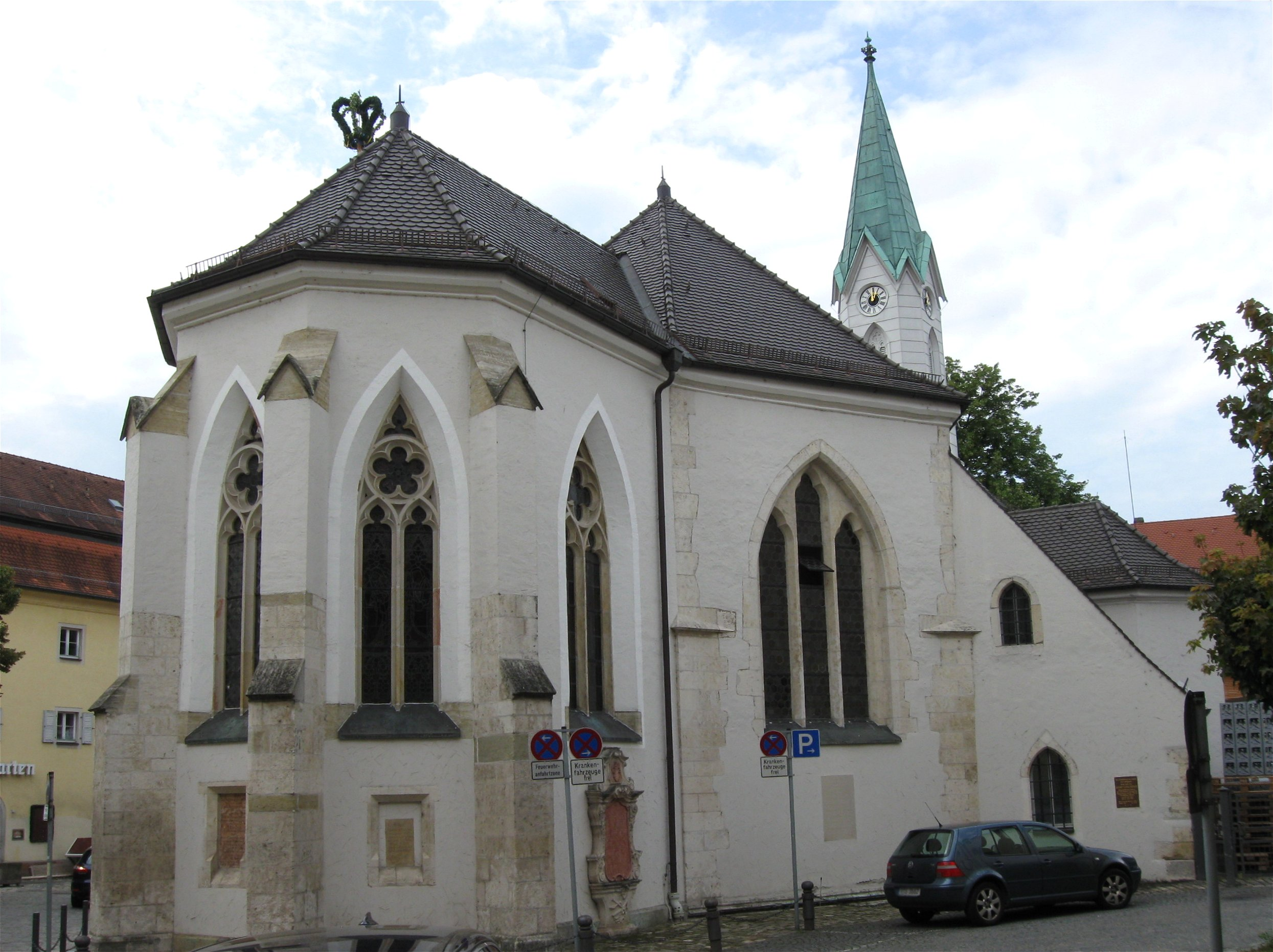
Spitalkirche St. Katharina

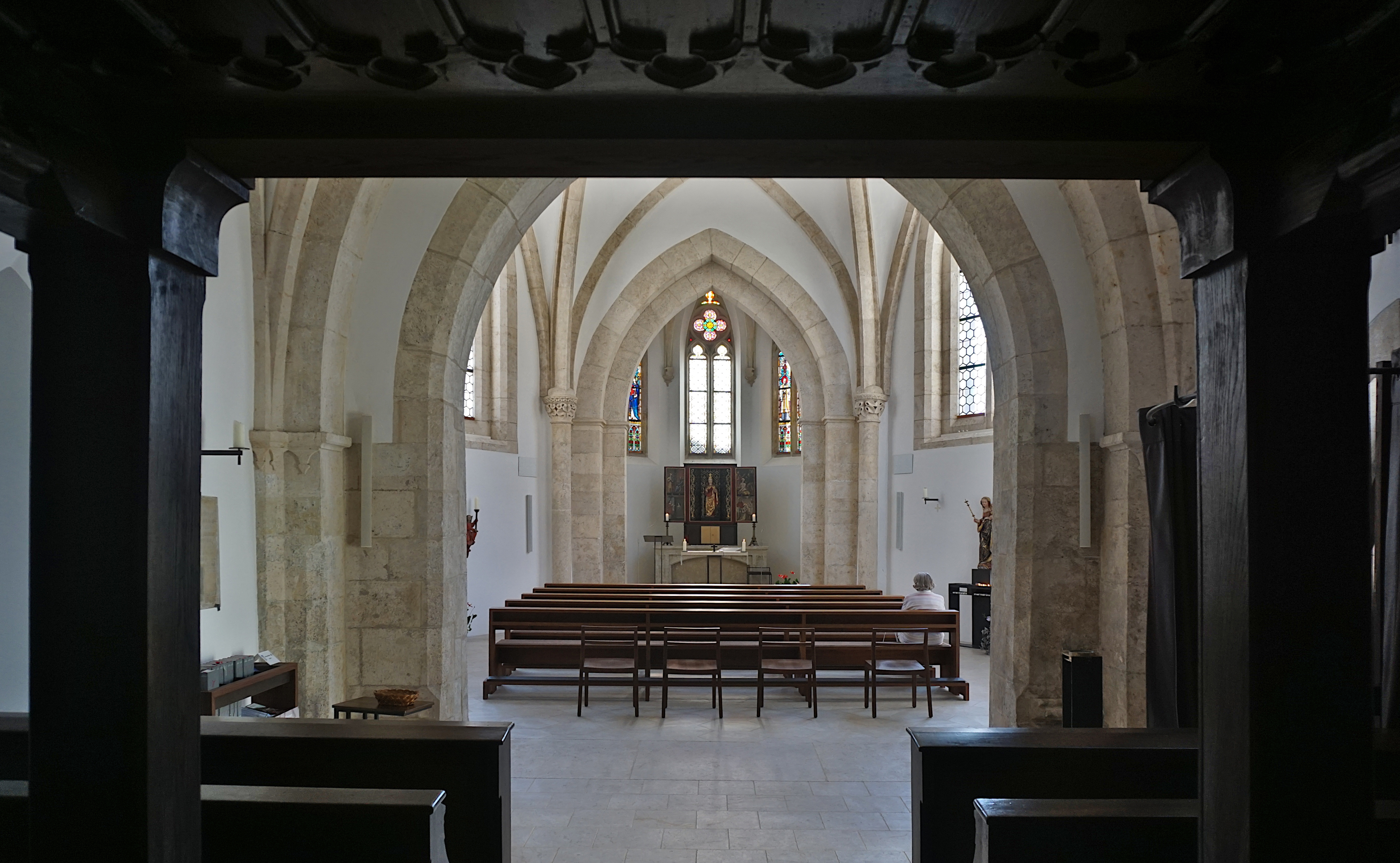
Innenraum von St. Katharina

Unter „Katharinenspital“ werden in Regensburg fünf Institutionen der St. Katharinenspitalstiftung verstanden: Die Spitalpfarrkirche St. Katharina, das Altenheim und die Brauerei (nebst Biergarten), der Forst und das Spitalarchiv. Dem Spital steht der Spitalmeister vor. Der Spitalrat ist zusammengesetzt aus vier vom Regensburger Stadtrat entsandten „weltlichen“ und vier geborenen „geistlichen“ Spitalräten, nämlich Propst, Dekan, Custos des Regensburger Domkapitels und dem Dompfarrer (sofern er Mitglied des Domkapitels ist). Der Regensburger Stadtrat hat das Vorschlagsrecht für nachrückende weltliche Spitalräte, der Spitalrat wählt die bzw. den Vorgeschlagenen. Der Spitalrat ist das beschlussfassende Verwaltungsgremium der Stiftung. Das Katharinenspital verfügt über eines der bedeutendsten Archive Deutschlands, das einen unversehrten Urkundenbestand bis ins 12. Jahrhundert bewahrt.
Die katholische Pfarr- und Spitalkirche St. Katharina steht am St.-Katharinen-Platz 3 im Regensburger Stadtteil Stadtamhof nahe der Steinernen Brücke.

## Geschichte
Im 12. Jahrhundert ist bereits das südwestlich des romanischen Domes gelegene Johannesspital belegt; seine Wurzeln könnten bis zu einem im 10. Jahrhundert unter Bischof Wolfgang vermuteten Domspital zurückreichen. Es wurde unter Bischof Konrad IV. von Frontenhausen zusammen mit den Regensburger Bürgern um 1213/14 an den heutigen Ort in Stadtamhof verlegt. Aus seinem eigenen Vermögen stiftete Konrad 7000 Pfund Pfennig hinzu. Er erließ 1226 die bis heute (modifiziert) gültige Spitalssatzung mit ihren je vier geistlichen und weltlichen Spitalräten. Bis zu seiner Zerstörung im Jahr 1809 durch den vom österreichischen Heer verursachten Stadtbrand zeigte daher eine lebensgroße Statue am Mittelpfeiler des Spitalportals Bischof Konrad IV. als Stifter. Das Nebenpatrozinium Johannes des Täufers und Johannes des Evangelisten ist eine Reminiszenz an das ursprüngliche Johannesspital. An dieses erinnert auch das Siegel der Spitalbruderschaft (bischöflichen Rechtes), das bis ins 16. Jahrhundert ein Johannessiegel war, während der Spitalmeister nachweislich ab 1290 mit einem Katharinensiegel Urkunden beglaubigte.
Nachdem die Reichsstadt Regensburg im Jahre 1542 lutherisch geworden war, versuchten sowohl Bistum als auch die Reichsstadt das Katharinenspital in die jeweils alleinige Rechtsgewalt zu bringen. Im Gefolge des Westfälischen Friedens 1648 wurde die Stiftung von beiden Konfessionen gemeinsam verwaltet von einem lutherischen und einem katholischen Spitalmeister, bei genau konfessionell aufgeteiltem Personal und Bewohnern. Der protestantische Anteil an der Parität wurde 1891 aufgehoben und die Protestanten mit 400.000 Mark abgefunden.

## Gebäude

### Baugeschichte
Die Spitalkirche des St. Katharinenspitals ist ein sechseckiger Zentralbau mit Chor, westlichem Langhaus und Dachreiter sowie einer nördlich angebauten achteckigen Taufkapelle und einer ebenfalls nördlich angebauten Sakristei.
Die Kirche wurde ursprünglich als Mausoleum der Regensburger Patrizierfamilie Zant errichtet. Der sechseckige Zentralbau wurde gegen Ende des 13. Jahrhunderts um ein zweijochiges Langhaus erweitert (in Bezug auf den Baubeginn von Zentralbau und Langhaus gibt es Forschungsdissens. Das Jahr 1220 wird als frühester Baubeginn des Zentralbaus angenommen). Da das direkte Umfeld des Zentralbaus als Friedhof genutzt wurde und der Bau selber ein Mausoleum war (die Reste der Zanttumba aus dem ursprünglichen Bau befinden sich im Regensburger Stadtmuseum), handelt es sich bei diesem um die urkundlich als Sepulkralbau belegte Allerheiligenkapelle. Ein besonderes architektonisch-künstlerisches Merkmal, das auf handwerkliche Beziehungen der Steinmetze zur Dombauhütte schließen lässt, sind die sechs farbig gefassten originalen Kapitelle im Inneren des Zentralbaus. 1489 erfolgte unter dem Spitalmeister Andreas Wallner eine Vergrößerung des Chors. Der Mausoleumsbau ist nicht die ursprüngliche Pfarrkirche der bis heute rechtlich eigenständigen Pfarrei. Jene stand unmittelbar neben der Steinernen Brücke, musste aber abgerissen werden, als die Stadtbefestigung Regensburgs am Nordufer der Donau am Anfang des 15. Jahrhunderts wegen der Hussitengefahr verstärkt wurde. 1858–60 erfolgten ein Chorneubau und eine Regotisierung und durchgreifende Umbauten durch Michael Maurer.

### Ausstattung
Von der ursprünglichen Innenausstattung ist nichts erhalten. Das Bildnis der beiden Johannes von Albrecht Altdorfer (das Gemälde befindet sich heute als Dauerleihgabe des Spitals im Regensburger Stadtmuseum) gehört (entgegen der Meinung von Karl Bauer) erst seit dem Ende des 19. Jahrhunderts zum Besitz des Katharinenspitals. Der Hochaltar, ein Flügelaltar, stammt aus der (wegen des Truppenübungsplatzes Hohenfels aufgelassenen) Kirche in Martinsberg. Die Flügel zeigen auf der von Heiligabend bis Darstellung des Herrn sichtbaren Außenseite das Weihnachtsgeschehen (Anbetung der Hirten und Anbetung der Könige), auf der Innenseite Szenen aus dem Leben der drei Martyrinnen Barbara, Margarete und Katharina. Im Zentrum des Altars steht eine um 1500 angefertigte Statue der Hl. Katharina von Alexandria.
Der Volksaltar wurde um 1990 angefertigt; dazu wurden Elemente der ehemaligen Chorschranken wiederverwertet. Der Ambo wurde im Stil des Volksaltares neu geschaffen und besitzt ein Ostensationpult zur Ablage des Evangeliars nach der Verkündung des Evangeliums. Ebenfalls neueren Datums ist die vom Hochaltar getrennte Tabernakelstele (mit eingraviertem Textzitat aus dem Hymnus Heiteres Licht vom herrlichen Glanze). Die linke Seitenwand ziert ein von zwei luciferaren Engeln begleitetes gotisches Kruzifix. Diese Engel wurden beim Umbau des Spitalmeisterhauses gefunden. Ihr ursprünglicher künstlerischer Zusammenhang zum Spital ist nicht geklärt. In der Osterzeit ist ein (nicht zum ursprünglichen Bestand gehörender) Auferstandener aus der Rokokozeit zu sehen. Die bunten Glasfenster im Chor entstammen der Zeit des Chorneubaus. Auf der rechten Seite des Zentralbaus befinden sich eine Madonna aus der Epoche des Jugendstil und eine vom seit 1998 im seelsorglichen Dienst des Spitals stehenden Kirchenrektors Pfarrer Msgr. August Lindner zur Verfügung gestellte Reproduktion des Altdorfergemäldes. Seit April 2018 erfolgt eine Renovierung dieses Baus, der „kunstgeschichtlich zu den bedeutendsten Arbeiten des 13. Jahrhunderts in Bayern“ zählt.
In der Seitenkapelle befindet sich ein ebenfalls aus der zur Martinsberger Kirche gehörenden Josephskapelle stammender gotischer Altar. Die Flügel zeigen auf der Außenseite den Hl. Andreas und Rochus, auf der Innenseite Szenen aus dem Leben des Hl. Andreas und Nikolaus. Die dazugehörige Figur des Hl. Andreas im Zentrum (aus der Zeit um 1400) befindet sich in der Hauskapelle. Stattdessen steht dort eine Pietà. Der Taufstein in der Seitenkapelle stammt aus dem Jahr 2005. Der Deckel ist mit einem barocken Auferstandenen bekrönt.
In die Westwand ist die Grabplatte des Ulrich Zant († 1250) eingelassen.

## Orgel

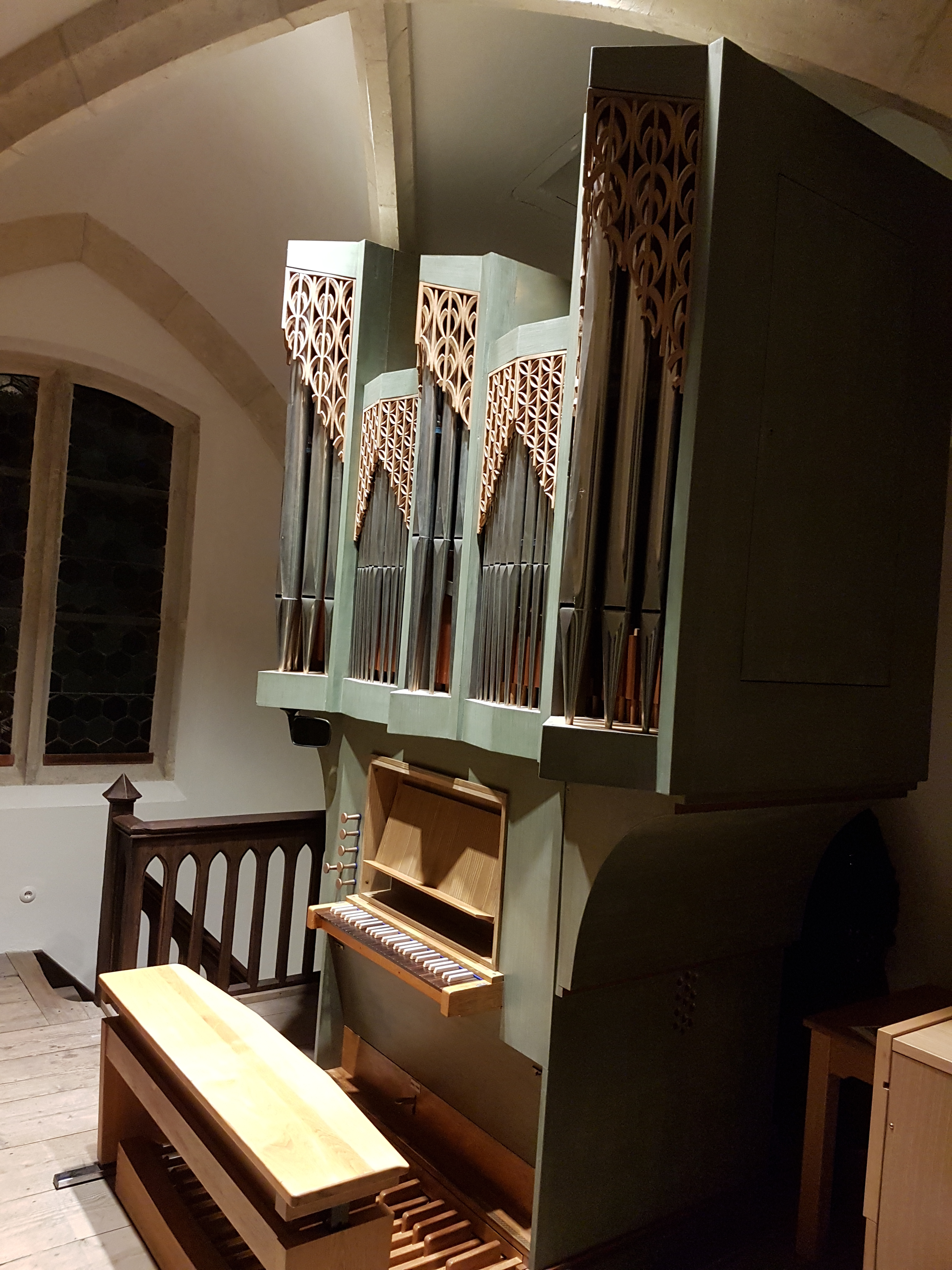
Heick-Orgel

Die Pfeifenorgel stammt aus dem Jahr 1973 und wurde von der ortsnahen Firma Heick erbaut. Sie ist das einzige Werk dieser Firma, die mehr im restauratorischen Bereich tätig war. Sie ersetzte die in nach Kager transferierte Breil-Orgel. Ihre Disposition lautet:
| Manual C–f3 |            |       |
| 1.          | Gedackt    | 8′    |
| 2.          | Prästant   | 4′    |
| 3.          | Rohrpfeife | 4′    |
| 4.          | Schwiegel  | 2′    |
| 5.          | Mixtur     | 1 ⁄3′ |

| Pedal C–d1 |        |     |
| 6.         | Subbaß | 16′ |

- Koppel: Man/P

Eine zusätzlich angeschaffte elektronische Orgel zur Darstellung von Musik anderer Epochen stammt aus dem Jahre 2014.